# Kusakabe Shirōta

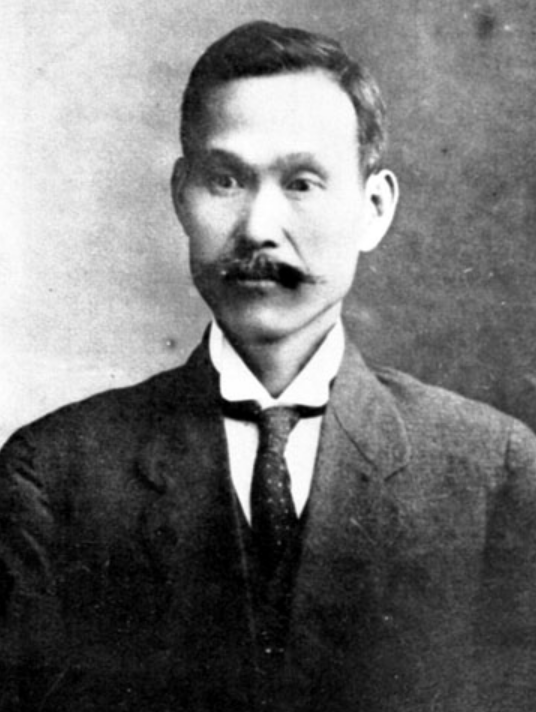

Kusakabe Shirōta (japanisch 日下部 四郎太; geboren 5. Mai 1875 in Yamagata; gestorben 3. Juli 1924) war ein japanischer Geophysiker. Doktor der Wissenschaften. Professor der Kaiserlichen Universität Tōhoku. Er legte den Grundstein für die moderne Seismologie. Er ist einer der japanischen Physiker, die in Deutschland im Ausland studiert haben. Er hatte auch eine enge Freundschaft mit Einstein und lud ihn mit Nagaoka Hantarō und anderen an die Kaiserliche Universität Tōhoku. Absolvierte 1900 das Institut für Physik der Kaiserlichen Universität Tokio. Später absolvierte er die Graduiertenschule der Universität. Studierte ab 1907 in Europa. Er ging nach Deutschland, Frankreich und Vereinigtes Königreich. 1914 erhielt er den Preis der Kaiserlichen Akademie für seine mechanische Forschung an Gesteinen.